# Håkan Wickberg
Nils Håkan Wickberg  (Gävle, 3 februari 1943 - aldaar, 9 december 2009) was een Zweeds ijshockeyer.
Wickberg speelde bij het eerste herenteam van de vereniging Brynäs IF in de Zweedse stad Gävle. Hij werd met zijn team landskampioen in 1964, 1966-1968, 1970-1972. In 1971 kreeg hij de Guldpucken prijs als beste ijshocker van het jaar in Zweden. In 1968 maakte hij deel uit van het Zweedse ijshockeyteam dat als vierde eindigde op de Olympische Winterspelen in Grenoble. Ook in 1972 maakte hij deel uit van het Zweedse ijshockeyteam dat in Sapporo opnieuw als vierde eindigde.